# Atsushi Ichimura
Atsushi Ichimura (født 18. november 1984) er en japansk fodboldspiller, som spiller for den japanske fodboldklub Kamatamare Sanuki.